# Правовой департамент МВД России
Договорно-правовой департамент МВД России — головное правовое подразделение в системе МВД России, созданное 20 ноября 2004 года на основании приказа МВД России № 755 «Вопросы правового департамента МВД России и центра правовой информации МВД России». В его состав входит Центр правовой информации МВД России, занимающийся вопросами учёта и систематизации нормативных правовых актов, правовым информированием и правовой пропагандой, созданием и сопровождением автоматизированных баз данных правовой информации.

## Основные задачи
Основными задачами правового департамента являются:
1. организация и участие в формировании основных направлений государственной политики в области совершенствования нормативно-правового регулирования в сфере внутренних дел;
2. обеспечение совершенствования нормативно-правового регулирования сферы внутренних дел, а также правовой основы международного сотрудничества МВД России;
3. обеспечение законности в издаваемых МВД России актах управления;
4. организация защиты и защита интересов Министерства в судах;
5. организационно-методическое руководство правовой работой в системе МВД России.

## Основные функции
Основными функциями правового департамента являются:
1. организация и реализация комплексного анализа состояния и реализации государственной политики по совершенствованию нормативно-правового регулирования сферы внутренних дел;
2. участие в формировании федеральных целевых программ в части совершенствования нормативно-правового регулирования сферы внутренних дел;
3. анализ и оценка состояния правовой работы в системе Министерства, определение приоритетных направлений её совершенствования;
4. анализ эффективности мер, принимаемых подразделениями системы Министерства по совершенствованию правового обеспечения оперативно-служебной деятельности органов внутренних дел и служебно-боевой деятельности внутренних войск;
5. прогнозирование развития правовой основы деятельности системы Министерства и ФМС России и разработка предложений руководству Министерства по её совершенствованию;
6. организация и осуществление текущего и перспективного планирования нормотворческой деятельности Министерства;
7. организация и осуществление контроля за нормотворческой деятельностью в Министерстве и ФМС России;
8. разработка по поручению Министра проектов нормативных правовых актов, носящих комплексный характер, руководство рабочими группами по их подготовке;
9. разработка либо участие в разработке совместно с заинтересованными подразделениями Министерства, федеральными органами исполнительной власти проектов международных договоров Российской Федерации в сфере внутренних дел, в том числе в сфере миграции;
10. разработка либо участие в разработке межведомственных соглашений в сфере внутренних дел;
11. подготовка или участие в подготовке отзывов и заключений по проектам законодательных и иных нормативных правовых актов Российской Федерации, а также по проектам международных договоров Российской Федерации;
12. организация сопровождения и сопровождение в федеральных органах государственной власти проектов нормативных правовых актов, разработанных МВД России, а также — по соответствующим поручениям Президента Российской Федерации и Правительства Российской Федерации;
13. информирование руководства Министерства о наиболее значимых мероприятиях, проводимых в федеральных органах государственной власти, по вопросам, отнесенным к компетенции Департамента;
14. проведение правовой экспертизы представляемых на подпись (согласование) Министру проектов нормативных правовых актов, международных договоров и межведомственных соглашений;
15. проведение правовой экспертизы проектов распоряжений, указаний и писем за подписью руководства Министерства по вопросам подготовки проектов законодательных и иных нормативных правовых актов Российской Федерации, нормативных правовых актов МВД России, а также по вопросам организации выполнения изданных нормативных правовых актов, регулирующих сферу внутренних дел;
16. проведение правовой экспертизы условий конкурсов на размещение заказов на поставку товаров, выполнение работ, оказание услуг для нужд МВД России на сумму 3 млн и более рублей, а также по поручению Министра — заключаемых по итогам таких конкурсов договоров и контрактов, предусматривающих поставку товаров, выполнение работ, оказание услуг МВД России;
17. согласование проектов приказов Министра по вопросам наложения дисциплинарных взысканий либо увольнения со службы (военной службы) по отрицательным мотивам сотрудников, военнослужащих, федеральных государственных служащих и работников системы Министерства;
18. оказание по поручению руководства Министерства или по обращениям оперативных подразделений Министерства правовой помощи соответствующим подразделениям Министерства в организации и проведении отдельных оперативно-розыскных мероприятий, осуществление правовой оценки получаемых при их проведении материалов;
19. организация в Министерстве работы по отбору и направлению нормативных правовых актов МВД России на государственную регистрацию;
20. осуществление по поручению Министра официального разъяснения отдельных положений ведомственных нормативных правовых актов;
21. проведение анализа соответствия принимаемых в системе МВД России и ФМС России правовых актов Конституции Российской Федерации, конституционным федеральным законам, федеральным законам и иным нормативным правовым актам Российской Федерации, международным обязательствам Российской Федерации; внесение Министру или Директору ФМС России предложений по отмене изданных в системе МВД России и ФМС России правовых актов, противоречащих федеральному законодательству;
22. подготовка самостоятельно или с привлечением иных подразделений Министерства ответов на запросы депутатов Государственной Думы и членов Совета Федерации Федерального Собрания Российской Федерации по вопросам правового обеспечения деятельности органов внутренних дел и внутренних войск МВД России;
23. обеспечение представления и представление в установленном порядке в судах интересов МВД России, а по соответствующим поручениям — интересов Президента Российской Федерации и Правительства Российской Федерации;
24. осуществление выдачи и учёта доверенностей на заключение гражданско-правовых договоров, а также на представление интересов Министерства в судах;
25. учёт судебных решений и иных судебных документов по искам, предъявленным к МВД России, и направление их в соответствующие подразделения системы Министерства для исполнения; контроль за исполнением данных документов;
26. анализ состояния защиты имущественных интересов органов внутренних дел и внутренних войск в судах, разработка рекомендаций и предложений по повышению эффективности претензионно-исковой и судебно-правовой работы, оказание методической и практической помощи подразделениям правового обеспечения в её осуществлении;
27. координация и осуществление контроля за деятельностью подразделений системы МВД России в области правовой работы;
28. обобщение положительного опыта правовой работы и обеспечение его внедрения в деятельность подразделений системы МВД России;
29. разработка рекомендаций и методических пособий по вопросам организации и осуществления правовой работы в системе МВД России;
30. осуществление в установленном порядке сотрудничества с правоохранительными органами зарубежных стран по предмету ведения Департамента;
31. участие в разработке единой политики в области правовой информатизации в системе МВД России;
32. осуществление организационно-методического руководства и контроля за деятельностью Центра;
33. осуществление правового обеспечения деятельности консультационных и совещательных органов при Министре;
34. участие в подготовке ответов по запросам Уполномоченного Российской Федерации при Европейском Суде по правам человека;
35. обеспечение деятельности Экспертного совета МВД России по вопросам нормотворческой деятельности;
36. обеспечение подготовки материалов к заседаниям Комиссии Правительства Российской Федерации по законопроектной деятельности;
37. рассмотрение писем, заявлений и обращений граждан, публикаций и сообщений в средствах массовой информации по вопросам деятельности Департамента;
38. выполнение иных функций по совершенствованию нормативно-правового регулирования сферы внутренних дел и организации правовой работы в системе Министерства, предусмотренных нормативными правовыми актами МВД России.

## Структура
В структуру правового департамента МВД России входят:
- Организационно-правовое управление;
- Уголовно-правовое управление;
- Административно-правовое управление;
- Гражданско-правовое управление;
- Организационно-правовое управление;

В структуру Центра правовой информации МВД России входят:
- Отдел учёта и систематизации;
- Отдел сопровождения автоматизированных банков правовых актов;
- Отдел документального обеспечения.

## Контакты
117049, г. Москва, ул. Житная, д. 16.
Приемная:(495)667-80-02, 667-88-13